# Adelencyrtoides novaezealandiae
Adelencyrtoides novaezealandiae är en stekelart som beskrevs av Tachikawa och Valentine 1969. Adelencyrtoides novaezealandiae ingår i släktet Adelencyrtoides och familjen sköldlussteklar. Inga underarter finns listade i Catalogue of Life.